# Sparekassen Kronjylland
Sparekassen Kronjylland er et regionalt pengeinstitut /bank med hovedsæde i Randers, som blev grundlagt i 1829 under navnet Sparekassen for Randers By og Omegn. I 1988 blev navnet ændret til Sparekassen Kronjylland. 
Sparekassen henvender sig primært til private kunder samt små og mellemstore virksomheder indenfor markedsområdet. De fleste af Sparekassens 47 afdelinger ligger i Jylland, men der også afdelinger på Sjælland samt en i Odense. Sparekassen Kronjylland med sine mere end 37.000 garanter en af landets største garantsparekasser og er, målt på egenkapitalen på 6,5 mia. kr., blandt landets 10 største pengeinstitutter. Banken har 185.000 kunder, 800 medarbejdere og 47 afdelinger (pr. 2024). I en række mindre byer er Sparekassen Kronjylland den eneste bank i byen, mens den i andre byer er en af flere banker.
Under finanskrisen (2008 - ), som virksomheden er kommet godt i gennem, har Sparekassen Kronjylland flere gang udnyttet sin finansielle styrke til fusion og opkøb.

## Historie
I 2001 flyttede Sparekassen Kronjylland ud af det daværende hovedsæde (Middelgade 1 i Randers) og ind i et nyt domicil (tegnet af 3XN) på Tronholmen ved Randers Havn.
- 2010: 1. januar fusionerede Tved Sparekasse (med 10 medarbejdere) med Sparekassen Kronjylland. Pr. 31. juni købes Frederiksberg afdeling (7 medarbejdere) af Morsø Sparekasse og pr. 1. oktober købes Herning afdeling af Morsø Bank (9 medarbejdere).
- 2011: Pr. 1. juli købes Fjordbank Mors afdeling i Rosensgade i Aarhus – købet sker hen over en weekend og sælgeren er reelt Finansiel Stabilitet. De 16 medarbejdere flytter i december 2011 til afdelingen i Vestergade 11.
- 2012: 22. april købes aktiverne ud af den nu tidligere Sparekassen Østjylland. Sælgeren er også denne gang Finansiel Stabilitet. På en gang får Sparekassen Kronjylland tilført knap 40.000 kunder, 15 afdelinger og 175 medarbejdere.
- 2013: Sparekassen Kronjylland køber pr. 1. juli halvdelen af Krone Kapital koncernen, der er et veletableret dansk leasingselskab.
- 2015: Vorbasse-Hejnsvig Sparekasse, med ca. 10.000 kunder, 43 medarbejdere og fem afdelinger, bliver lagt sammen med Sparekassen Kronjylland, Tved afdeling bliver i marts solgt til Sparekassen Djursland. Afdelingerne i Dronningborg, Gjern og Havndal sammenlægges primo maj med henholdsvis Nordre, Hammel og Øster Tørslev afdeling. Tre nye afdelinger blev åbnet: København City, Lyngby og Holbæk.
- 2016: Kolding og Esbjerg afdeling åbner.
- 2017: Køge og Slagelse afdeling åbner.
- 2018: Aalborg afdeling åbner
- 2019: Odense afdeling åbner
- 2020: Den lille Bikube bliver til Fuglebjerg afdeling
- 2021: Roskilde afdeling åbner
- 2023: Hillerød afdeling åbner
- 2023: Banken opnår sit bedste resultat nogensinde med et overskud på lige over 1 milliard kroner.[1]
- 2024: Vejle afdeling åbner

## Ledelse
Den øverste myndighed er repræsentantskabet, som vælges for fire år af gangen. Repræsentanterne vælges af og blandt garanterne, som hver kan indskyde op til 50.000 kroner i garantkapital. Ingen garant kan have flere end 20 stemmer. 
Bestyrelsen har ni medlemmer. Repræsentantskabet vælger seks medlemmer: fire blandt repræsentanterne og to valgt uden for repræsentantskabet: én med særlig indsigt i revision af pengeinstitutter og én med erfaring fra ledelse af et pengeinstitut. Tre medlemmer er valgt af og blandt medarbejderne. Bestyrelsen ansætter sparekassens direktør. Siden 2009 er Klaus Skjødt  administrerende direktør. 
Sparekassen Kronjylland er sponsor for flere lokale kulturinstitutioner, bl.a. Værket i Randers og sportsklubber i området. Mange lokale idrætsforeninger nyder godt af sponsorater fra Sparekassen Kronjylland og også Randers FC er på sponsorlisten.